# Sándor Bíró
Sándor Bíró (Füzesabony, 19 de agosto de 1911 – Budapeste, 1988) foi um futebolista húngaro.

## Carreira
Sándor Bíró fez parte do elenco da Seleção Húngara de Futebol das Copas do Mundo de 1934 e 1938. Ele fez quatro partidas em 1938, incluindo a derrota para a Itália por 4-2.